# Дубина (Староконстантиновский район)
Дубина (укр. Дубина) — село в Староконстантиновском районе Хмельницкой области Украины.
Население по переписи 2001 года составляло 63 человека. Почтовый индекс — 31115. Телефонный код — 3854. Занимает площадь 0,281 км². Код КОАТУУ — 6824288902.

## Местный совет
31115, Хмельницкая обл., Староконстантиновский р-н, с. Стецки